# شرکت اسنو فلیک
شرکت اسنو فلیک (به انگلیسی: Snowflake Inc.) یک شرکت ابری خدمات داده مبتنی بر محاسبات ابری است که در بوزمن، مونتانا واقع شده است. این شرکت در جولای 2012 تاسیس شد و پس از دو سال فعالیت بصورت مخفی کاری در اکتبر 2014 به طور عمومی به فعالیت خود ادامه داد.  
این شرکت، خدمات ذخیره سازی و تجزیه و تحلیل داده مبتنی بر فضای ابری ارائه می دهد که به طور کلی "داده به عنوان خدمات" نامیده می شود.   ویژگی‌های اصلی خدمات اسنو فلیک شامل جداسازی فضای ذخیره‌سازی و محاسبه، محاسبات مقیاس‌پذیر در لحظه، اشتراک‌گذاری داده‌ها، تجمیع داده‌ها و پشتیبانی از ابزارهای شخص ثالث به منظور دستیابی به نیازهای تقاضای شرکت‌های در حال رشد است.  قسمت خدمات ابری شرکت از سال 2014 بر روی آمازون S3 ،  از سال 2018 بر روی Microsoft Azure  و از سال 2019 بر روی سکوی ابری گوگل اجرا می‌شود.   این شرکت در سال 2019 در رتبه اول فهرست Cloud 100 در مجله فوربز  قرار گرفت.  عرضه اولیه عمومی سهام این شرکت در سپتامبر 2020 مبلغ 3.4 میلیارد دلار را جمع آوری کرد که یکی از بزرگترین عرضه های عمومی نرم افزاری در تاریخ است. 

## تاریخچه
شرکت اسنو فلیک در ژوئیه 2012 در سن متئو، کالیفرنیا توسط سه متخصص انبار داده تاسیس شد: بنوا دگویل (به انگلیسی: Benoît Dageville)، تیری کروان (به انگلیسی: Thierry Cruanes) و ماچین زوکوفسکی (به انگلیسی: Marcin Żukowski) . کروان و دَگویل قبلاً به عنوان معمار داده در شرکت اورکل کورپوریشن کار می کردند. زوکوفسکی یکی از بنیانگذاران استارت آپ هلندی Vectorwise بود. اولین مدیر عامل شرکت، مایک اسپایزر، از سرمایه‌گذاران ساتر هیل ونچرز، بود. 
در ژوئن 2014، این شرکت، مدیر اجرایی سابق مایکروسافت، باب موگلیا را به عنوان مدیرعامل منصوب کرد. در اکتبر 2014، مبلغ 26 میلیون دلار جمع آوری کرد و از حالت مخفی کاری خارج شد و در ادامه 80 سازمان از آن خدمات این شرکت استفاده می کردند.  در ژوئن 2015، این شرکت 45 میلیون دلار اضافی جمع آوری کرد و اولین محصول خود، که انبار داده ابری بود را برای عموم عرضه کرد.    در آوریل 2017 مبلغ 100 میلیون دلار دیگر جمع آوری کرد   در ژانویه 2018 این شرکت گردش مالی 263 میلیون دلاری  را اعلام کرد و در عیم حال ارزش شرکت 1.5 میلیارد دلاری اعلام شد و آن را به یک تک شاخ تبدیل کرد.  در اکتبر 2018 به رهبری Sequoia Capital مبلغ 450 میلیون دلار دیگر را نیز جمع آوری کرد و ارزش کل شرکت به به 3.5 میلیارد دلار رساند.  
در ماه مه 2019، فرانک اسلوتمن، مدیر عامل سابق بازنشسته سرویس‌نو ، به عنوان مدیر عامل به اسنو فلیک پیوست و مایکل اسکارپلی، مدیر مالی سابق سرویس‌نو به عنوان مدیر مالی این شرکت منصوب شد.  در ژوئن 2019، این شرکت Snowflake Data Exchange را راه اندازی کرد.  در سپتامبر 2019، در لیست استارت‌آپ‌های برتر لینکدین در ایالات متحده در سال 2019 در رتبه اول قرار گرفت. 
در 7 فوریه 2020، در حالی این شرکت 3400 مشتری فعال داشت، 479 میلیون دلار دیگر را نیز جذب کرد.  در 16 سپتامبر 2020، اسنو فلیک از طریق عرضه اولیه عمومی (IPO) با جذب 3.4 میلیارد دلار به یک شرکت سهامی عام تبدیل شد که یکی از بزرگ‌ترین عرضه‌های عمومی نرم‌افزاری و اولین شرکتی است که ارزشش در روز اول معاملاتش دو برابر شده است.     
در 26 مه 2021، این شرکت اعلام کرد که دفتر مرکزی نخواهند داشت  و تنها یک دفتر اجرایی اصلی واقع در بوزمن، مونتانا خواهند داشت. 
در 17 اکتبر 2022، اسنو فلیک در یک شرکت تبلیغات تلویزیونی پیشرفته به نام OpenAP سرمایه گذاری کرد. 
در می 2023، اسنو فلیک اعلام کرد که استارتاپ جستجوی Neeva (با تمرکز بر حریم خصوصی) را  خریداری می کند 